# Преобразование единиц
Преобразова́ние едини́ц — перевод физической величины, выраженной в одной системе единиц, в другую систему, обычно через коэффициент пересчёта.

## Техника

### Процесс
Процесс преобразования зависит от конкретной ситуации и намеченной цели. Он регулируется нормами, соглашениями, техническими спецификациями или другими опубликованными стандартами. Инженерная оценка может включать такие факторы, как:
- Точность измерения и связанную с ней погрешность измерения.
- Статистический доверительный интервал или толерантный интервал начальных измерений.
- Количество значащих цифр измерения.
- Предполагаемое использование измерений, включая допуски.
- Исторические определения единиц и их производных, используемых в старых измерениях. Например, метрическая тонна (1000 кг) и английская тонна (историческая единица массы, ок. 1016 кг).

Некоторые преобразования из одной системы единиц в другие точны, без увеличения или уменьшения точности первого измерения. При этом не используется изменение физической конфигурации измеряемых величин.
В других случаях преобразование не может быть в точности эквивалентным. Оно меняет измерение к удобным значениям и единицам в новой системе. Иногда при этом используется слегка другая конфигурация или подстановка размеров. Иногда допускаются и используются номинальные значения.

### Коэффициенты преобразования
Преобразования между единицами в метрической системе мер можно распознать по их десятичным префиксам (например, 1 килограмм = 1000 грамм, 1 миллиграмм = 0,001 грамм), а потому они не перечислены в этой статье. Исключения сделаны для величин, общеизвестных под другими названиями (например, 1 микрон = 10−6 метра).

### Сортировка таблиц
В каждой таблице единицы перечислены по алфавиту, а единицы СИ (базовые или производные) выделены цветом.

## Таблицы коэффициентов перевода
Статья даёт список коэффициентов перевода для каждой физической величины. Для некоторых физических величин приведено некоторое число различных единиц (иногда представляющих лишь исторический интерес) и выражение величины в соответствующих единицах СИ.
| Символ | Определение |
| ------ | --- |
| ≡      | точно равен |
| ≈      | примерно равен |
| digits | период десятичной дроби; означает, что цифры с чертой наверху повторяются бесконечно (например, 8,294369 соответствует 8,294369…) |
| (И)    | представляет, главным образом, исторический интерес                                                                               |

### Время
| Название единицы                            | Символ                                                        | Определение | Связь с СИ                     |
| ------------------------------------------- | ------------------------------------------------------------- | --- | ------------------------------ |
| атомная единица времени                     | {\displaystyle \hbar /(m_{\mathrm {e} }c^{2}\alpha ^{2})}; au | ≡ a0/(α·c) | ≈ 2,418884254×10−17 с          |
| век                                         | век (в.); c                                                   | ≡ 100 лет | = 3,1556952 Гс                 |
| год (общий)                                 | год (г.; также лет, л.); a, y или yr                          | 365 д | = 31,536 Мс                    |
| год (григорианский)                         | год (г.; также лет, л.); a, y или yr                          | = 365,2425 суток в среднем, что получается из общих лет (по 365 дней) плюс високосных лет (по 366 дней), которые, большей частью, делятся нацело на 4. См. статью Високосный год для детального объяснения. | = 31,556952 Мс                 |
| год (юлианский)                             | год (г.; также лет, л.); a, y или yr                          | = 365,25 суток в среднем, что получается из общих лет (по 365 дней) плюс високосных лет (по 366 дней) каждые четыре года. | = 31,5576 Мс                   |
| год (високосный)                            | год (г.; также лет, л.); a, y или yr                          | 366 суток | = 31,6224 Мс                   |
| год (тропический) (или солнечный)           | год (г.; также лет, л.); a, y или yr                          | Отрезок времени, за который Солнце завершает один цикл смены времён года, как это видно с Земли, например, время от одного весеннего равноденствия до следующего примерно 365,24219 суток, каждый день равен 86400 секунд (СИ)                                                                                                | ≈ 31,556925 Мс                 |
| год (сидерический)                          | год (г.; также лет, л.); a, y или yr                          | ≡Промежуток времени, в течение которого Солнце при наблюдении с Земли совершает полный оборот относительно звёзд (небесной сферы), примерно 365,256363 суток (период обращения Земли вокруг Солнца); | ≈ 31,5581497632 Мс             |
| десятилетие                                 | dec                                                           | ≡ 10 лет | = 315,569520 Мс                |
| ке                                          |                                                               | Китайский традиционный промежуток времени. ≡ 1⁄100 дня = 14,4 минуты | = 864 с                        |
| шейк                                        |                                                               | ≡ 10−8 с | = 10 нс                        |
| месяц (полный, лунный календарь)            | мес; mo                                                       | ≡ 30 дней | = 2,592×106 с                  |
| месяц (средний григорианский)               | мес; mo                                                       | = 30,436875сут | ≈ 2,6297 Мс                    |
| месяц (неполный, лунный календарь)          | месс; mo                                                      | ≡ 29 сут | = 2,5056 Мс                    |
| месяц (синодический)                        | месс; mo                                                      | Полный цикл лунных фаз ≈ 29,530589 суток (в среднем) | ≈ 2,551 Мс                     |
| метонов цикл                                |                                                               | ≡ 110 месяцев (29 дней) + 125 месяцев (30 дней) = 6940 дней ≈ 19 лет | = 599,616 Мс                   |
| миг, терция                                 | j                                                             | ≡ 1⁄60 с | = 16,6 мс                      |
| миг (альтернативный), мгновение             | ja                                                            | ≡ 1⁄100 с | = 10 мс                        |
| миллисутки                                  | md                                                            | ≡ 1⁄1000 суток | = 86,4 с                       |
| минута                                      | мин; min                                                      | ≡ 60 с, из-за високосных секунд может иметь 59 с или 61 с, | = 60 с                         |
| момент                                      |                                                               | Средневековая английская мера времени, равная полутора минутам. ≡ 90 с | = 90 с                         |
| неделя                                      | неделя; wk                                                    | ≡ 7 дней = 168 ч = 10 080 мин | = 604,8 кс                     |
| октетерис                                   |                                                               | = 48 месяц (полный) + 48 месяц (неполный) + 3 месяца (полных) = 8 лет по 365,25 суток = 2922 суток | = 252,4608 Мс                  |
| планковское время                           |                                                               | ≡ (Gℏ⁄c5)1⁄2 | ≈ 1,351211868·10−43 с          |
| пятилетие, пятилетка (лат. lustre; lustrum) |                                                               | ≡ 5 лет по 365 дней | = 157,68 Мс                    |
| сведберг                                    | Св; S                                                         | ≡ 10−13 с | = 1×10−13 с                    |
| секунда                                     | с; s                                                          | Секунда есть время, равное 9 192 631 770 периодам излучения, соответствующего переходу между двумя сверхтонкими уровнями основного состояния атома цезия-133 при температуре 0 K (но другие определения секунды используются иногда в астрономии). Это также время, за которое свет проходит расстояние в 299 792 458 метров. | (базовая единица СИ)           |
| сигма                                       |                                                               | ≡ 10−6 с | = 1 мкс                        |
| сутки                                       | сут; d                                                        | = 24 ч = 1440 м | = 86,4 кс                      |
| сутки (звёздные, сидерические)              | сут; д                                                        | ≡ Время обращения Земли один раз вокруг оси, что определяется по прохождению очень далёких астрономических объектов через наблюдаемый меридиан (Международная небесная система координат) | ≈ 86,1641 кс                   |
| тысячелетие                                 |                                                               | ≡ 1000 лет | = 31,556952 Гс                 |
| Фортнайт                                    | fn                                                            | Единица измерения времени, равная двум неделям. ≡ 2 недели | = 1,2096 Мс                    |
| хелек                                       |                                                               | ≡ 1⁄1080 часа | = 3,3 с                        |
| цикл Гиппарха                               |                                                               | ≡ 4 цикла Каллиппа — 1 день | = 9,593424 Гс                  |
| цикл Каллиппа                               |                                                               | ≡ 441 месяц (неполный) + 499 месяцев (полных) = 76 лет по 365,25 дней | = 2,396736 Гс или 2,3983776 Гс |
| цикл Сириуса                                |                                                               | ≡ 1461 лет по 365 суток | = 460,74096 Тс                 |
| час                                         | ч; h                                                          | ≡ 60 минут | = 3,6 кс                       |
| Примечания: 1. 2.                           |                                                               | |                                |

### Давление
| Название единицы                              | Символ                                       | Определение                                                  | Связь с СИ               |
| --------------------------------------------- | -------------------------------------------- | ------------------------------------------------------------ | ------------------------ |
| атмосфера (стандартная)                       | ат; атм; at; atm                             |                                                              | ≡ 101325 Па              |
| атмосфера (техническая)                       | ат; at                                       | ≡ 1 кгс/см2                                                  | = 9,80665×104 Па         |
| бар                                           | бар; bar                                     |                                                              | ≡ 105 Па                 |
| дюйм водного столба (39,2 °F)                 | inH2O                                        | ≈ 999,972 кг/м3 × 1 дюйм × ɡ0                                | ≈ 249,082 Па             |
| дюйм ртутного столба                          | inHg                                         | ≡ 13595,1 кг/м3 × 1 дюйм × ɡ0                                | ≈ 3,386389×103 Па        |
| килограмм-сила на квадратный миллиметр        | кгс/мм2; kgf/mm2                             | ≡ 1 кгс/мм2                                                  | = 9,80665×106 Па         |
| кип на квадратный дюйм                        | ksi                                          | ≡ 1 кип/дюйм2                                                | ≈ 6,894757×106 Па        |
| микробар; бария (единица СГС)                 |                                              | ≡ 1 дин/см2                                                  | = 0,1 Па                 |
| микрометр ртутного столба, миллиторр          | мТорр, мкмHg; mTorr, {\displaystyle \mu }mHg | ≡ 13595,1 кг/м3 × 1 {\displaystyle \mu }м × ɡ0 ≈ 0,001 торра | ≈ 0,1333224 Па           |
| миллиметр водяного столба (3,98 °C)           | мм вод. ст., ммH2O; mmH2O                    | ≈ 999,972 кг/м3 × 1 мм × ɡ0 = 0,999972кгс/м2                 | = 9,80638 Па             |
| миллиметр ртутного столба; торр               | Торр, ммHg; Torr, mmHg                       | ≡ 13595,1 кг/м3 × 1 мм × ɡ0 ≈ 1 торр                         | ≈ 133,3224 Па            |
| паскаль (единица СИ)                          | Па; Pa                                       | ≡ Н/м2 = кг/(м·с2)                                           | = 1 Па                   |
| пьеза (единица МТС)                           | пз; pz                                       | ≡ 1000кг/м·с2                                                | = 103 Па = 1 кПа         |
| сантиметр водяного столба (4 °C)              | см вод. ст.; смH2O; cmH2O                    | ≈ 999,972 кг/м3 × 1 см × ɡ0                                  | ≈ 98,0638 Па             |
| сантиметр ртутного столба                     | см рт. ст.; cmHg                             | ≡ 13595,1 кг/м3 × 1 см × ɡ0                                  | ≈ 1,33322×103 Па         |
| тонна длинная (английская) на квадратный фут  |                                              | ≡ 1 английская тонна × ɡ0 / 1 sq ft                          | ≈ 1,0725178011595×105 Па |
| тонна короткая (английская) на квадратный фут |                                              | ≡ 1 короткая тонна × ɡ0 / 1 фут2                             | ≈ 9,5760518×104 Па       |
| торр                                          | торр; torr                                   | ≡ 101 325⁄760 Па                                             | ≈ 133,3224 Па            |
| фут водного столба (39,2 °F)                  | ftH2O                                        | ≈ 999,972 кг/м3 × 1 фут × ɡ0                                 | ≈ 2,98898×103 Па         |
| фут ртутного столба                           | ftHg                                         | ≡ 13595,1 кг/м3 × 1 фут × ɡ0                                 | ≈ 4,063666×104 Па        |
| фунт-сила на квадратный фут                   | psf                                          | ≡ 1 фунт-сила/фут2                                           | ≈ 47,88026 Па            |
| фунт-сила на квадратный дюйм                  | psi                                          | ≡ 1 фунт-сила/дюйм2                                          | ≈ 6,894757×103 Па        |
| паундаль на квадратный фут                    | pdl/sq ft                                    | ≡ 1 фунт/фут2                                                | ≈ 1,488164 Па            |

### Действие
| Название единицы         | Символ | Определение | Связь с СИ                |
| ------------------------ | ------ | ----------- | ------------------------- |
| атомная единица действия | au     | ≡ ℏ ≡ h⁄2π  | ≈ 1,05457168×10−34 Дж·с . |

### Динамическая вязкость
| Название единицы                     | Символ     | Определение        | Связь с СИ           |
| ------------------------------------ | ---------- | ------------------ | -------------------- |
| паскаль-секунда (единица СИ)         | Па·с; Pa·s | ≡ Н·с/м2, кг/(м·с) | = 1 Па·с             |
| пуаз (единица СГС)                   | П; пз; P   | ≡ 1 Н·с/м2         | = 0,1 Па·с           |
| фунт на фут-час                      | lb/(ft·h)  | ≡ 1 фунт/(фут·ч)   | ≈ 4,133789×10−4 Па·с |
| фунт на фут-секунду                  | lb/(ft·s)  | ≡ 1 фунт/(фут·с)   | ≈ 1,488164 Па·с      |
| фунт-сила-секунда на квадратный фут  | lbf·s/ft2  | ≡ 1 фунт·с/фут2    | ≈ 47,88026 Па·с      |
| фунт-сила-секунда на квадратный дюйм | lbf·s/in2  | ≡ 1 фунт·с/дюйм2   | ≈ 6894,757 Па·с      |

### Длина
| Название единицы               | Символ              | Определение | Связь с СИ                                       |
| ------------------------------ | ------------------- | --- | ------------------------------------------------ |
| ангстрем                       | Å                   | ≡ 10−10м | ≡ 0,1 нм                                         |
| аршин (см. шаг)                |                     | Старорусская единица измерения длины, соответствует шагу. ≡ 1⁄3 сажени ≡ 4 четверти ≡ 16 вершков ≡ 28 дюймов | ≡ 0,7112 м                                       |
| астрономическая единица        | а. е.; AU           | ≡ 149597870700 м ≈ Среднее расстояние от Земли до Солнца | ≡ 149597870700 м                                 |
| бор, атомная единица длины     | a0                  | = Боровский радиус водорода | ≈5,2917721092(17)×10−11 м                        |
| верста                         |                     | ≡ 500 саженей Величина версты неоднократно менялась (от 500 до 750 саженей), менялась и величина сажени. Были вёрсты путевые (измерение пути) и межевые (для земельных участков). | ≡ 1066,8 м                                       |
| вершок                         |                     | старорусская единица измерения длины, первоначально равнялась длине основной фаланги указательного пальца. ≡1⁄48 сажени = 7⁄48 фута = 1⁄16 аршина = 1,75 дюйма. | ≡ 0,04445 м                                      |
| дюйм (международный)           | дюйм; in            | ≡ 2,54 см ≡ 1⁄36 ярда ≡ 1⁄12 фута | ≡ 0,0254 м                                       |
| икс-единица; зигбан            | xu                  | | ≈ 1,0021×10−13 м                                 |
| кабельтов (адмиралтейский)     |                     | ≡ 608 футов | ≈ 185,3184 м                                     |
| кабельтов (международный)      |                     | ≡ 1⁄10 морской мили | ≡ 185,2 м                                        |
| кабельтов (США)                |                     | ≡ 720 футов | = 219,456 м                                      |
| кисть руки                     |                     | ≡ 4 дюйма | ≡ 0,1016 м                                       |
| ладонь                         |                     | ≡ 3 дюйма | = 0,0762 м                                       |
| лига (сухопутная)              | лига; lea           | ≈ 1 час ходьбы пешком. В настоящее время в США определяется как 3 сухопутные мили, но исторически менялась от 2 до 9 км | ≈ 4828м                                          |
| морская лига                   |                     | ≡ 3 морские мили | = 5556 м                                         |
| линия                          | линия; ln           | ≡ 1⁄16 ногтя ≡ 1⁄256 пяди ≡ 1⁄12 дюйма | = 0,002116 м                                     |
| линк (Гунтера)                 | lnk                 | ≡ 1⁄100 чейна ≡ 0,66 фута (США) ≡ 7,92 дюйма | ≈ 0,2011684 м                                    |
| линк (Рамсдена; инженерный)    | lnk                 | ≡ 1 фут | = 0,3048 м                                       |
| локоть (И)                     |                     | ≡ расстояние от пальцев до плеча ≈ 18 дюймов | ≈ 0,5 м                                          |
| локоть английский (И)          | ell                 | ≡ 45 дюймов | = 1,143 м                                        |
| метр (Основные единицы СИ)     | м                   | ≡ Расстояние, которое свет проходит за 1⁄299 792 458 секунды в вакууме ≈ 1⁄10 000 000 расстояние от экватора до полюса Земли. | ≡ 1 м                                            |
| микрометр (устаревшее: микрон) | мкм; мк             | | ≡ 10−6м                                          |
| мил                            | mil                 | ≡ 10−3 дюйма | ≡ 2,54×10−5 м                                    |
| скандинавский мил              | mil                 | ≡ 10 км | = 10000 м                                        |
| миля географическая            |                     | ≡ 6082 фута | = 1853,7936 м                                    |
| морская миля (английская)      | NM (Adm); nmi (Adm) | = 6080 фута | = 1853,184 м                                     |
| миля (международная)           | миля; mi            | ≡ 80 чейнов ≡ 5280 футов ≡ 1760 ярдов | ≡ 1609,344 м                                     |
| миля (тактическая)             |                     | ≡ 6000 футов | ≡ 1828,8 м                                       |
| миля (телеграфная) (И)         | mi                  | ≡ 6087 футов | = 1855,3176м                                     |
| миля (геодезическая, США)      | mi                  | ≡ 5280 геодезических футов США ≡ (5280 × 1200⁄3937) м | ≈ 1609,347219 м                                  |
| морская миля (международная)   | NM; nmi             | ≡ 1852 м | ≡ 1852 м                                         |
| морская миля (США до 1954)     |                     | ≡ 1853,248 м | ≡ 1853,248 м                                     |
| морская сажень, фатом          | ftm                 | ≡ 6 футов | = 1,8288 м                                       |
| нанометр                       | нм; nm              | ≡ 10−9 м | ≡ 10−9 м                                         |
| ноготь (портняжный)            |                     | ≡ 2+1⁄4 дюйма | = 0,05715 м                                      |
| палец                          |                     | ≡ 7⁄8 дюйма | = 0,022225 м                                     |
| палец (портняжный)             |                     | ≡ 4+1⁄2 дюйма | = 0,1143 м                                       |
| парсек                         | пк; pc              | Расстояние до звезды, годичный тригонометрический параллакс которой равен одной угловой секунде. | ≈ 3,085677581×1016 м                             |
| пика                           |                     | ≡ 12 типографских пунктов | Зависит от размера пункта.                       |
| пикометр (устаревшее: бикрон)  | пм; pm              | | ≡ 10−12 м                                        |
| поприще                        |                     | Старорусская путевая длина для измерения больших расстояний, имеет несколько числовых соответствий: соответствующее длине греческого или римского стадия ≈ 185 м соответствующее длине римско-греческой мили в восемь стадиев ≈ 1480 м Расстояние в один день пути (то же, что и «днище») Расстояние, проходимое пахарем во время вспашки от одного края поля до другого ≈ 750 м | ≈ 185 м ≈ 1480 м ≈ 750 м                         |
| пядь                           |                     | Древнерусская: ≡ 1⁄12 сажени ≡ 1⁄4 аршина ≡ 4 вершка = 7 дюймов Английская: (спен) ≡ 9 дюймов | Древнерусская: = 0,1778 м Английская: = 0,2286 м |
| род; поль; перч (И)            | rd                  | ≡ 16+1⁄2 футов | = 5,0292 м                                       |
| роп, верёвка (И)               | rope                | ≡ 20 футов | = 6,096 м                                        |
| сажень                         |                     | С 1649 года ≡ 3 аршина C 1835 года 7 английских футов ≡ 84 дюйма ≡ 1/500 версты ≡ 3 аршина ≡ 12 пядей ≡ 48 вершков | С 1649 года = 2,16 м C 1835 года = 2,1336 м      |
| сажень косая                   |                     | Расстояние от кончиков пальцев вытянутой вверх руки до пальцев противоположной ей ноги. | = 2,48 м                                         |
| сажень маховая                 |                     | ≡ 2,5 аршина ≡ 10 пядей Русской маховой сажени соответствуют немецкий фаден, английский фатом и французский брасс. | = 1,778 м                                        |
| световые сутки                 |                     | ≡ 24 световых часа | ≡ 2,59020683712×1013 м                           |
| световой час                   |                     | ≡ 60 световых минут | ≡ 1,0792528488×1012 м                            |
| световая минута                |                     | ≡ 60 световых секунд | ≡ 1,798754748×1010 м                             |
| световая секунда               |                     | ≡ Расстояние, которое проходит свет в вакууме за одну секунду | ≡ 299 792 458 м                                  |
| световой год                   | св. г.; ly          | ≡ Расстояние, которое проходит свет за 1 юлианский год (365,25 суток) | = 9,4607304725808×1015 м                         |
| спен (И)                       |                     | ≡ 9 in | = 0,2286 m                                       |
| стик (И)                       |                     | ≡ 2 дюйма | = 0,0508 м                                       |
| твип                           | twp                 | ≡ 1⁄1440 дюйма | = 1,7638⋅10−5 м                                  |
| пункт (англо-американский)     | п.; pt              | ≡ 1⁄72,272 дюймов | ≈ 0,000351450 м                                  |
| пункт (Дидо; европейский)      | п.; pt              | ≡ 1⁄12 × 1⁄72 французского королевского фута; После 1878: ≡ 5⁄133 см | ≈ 0,00037597 м; После 1878: ≈ 0,00037593985 м    |
| пункт (PostScript)             | п.; pt              | ≡ 1⁄72 дюйма | = 0,0003527 м                                    |
| пункт (TeX)                    | п.; pt              | ≡ 1⁄72,27 дюйма | = 0,0003514598 м                                 |
| фемтометр; ферми               | фм; fm              | ≡ 10−15 м | ≡ 10−15 м                                        |
| французская шкала; шарьер      | F                   | ≡ 1⁄3 мм | = 0,3 ⋅10-3 мм                                   |
| фарлонг (длинная борозда)      | fur                 | ≡ 10 чейнов = 660 футов = 220 ярдов | = 201,168 м                                      |
| фут (Венедиктов) (И)           | ft (Ben)            | | ≈ 0,304799735 м                                  |
| фут (Капский) (И)              |                     | Определён как 1,033 английского фута в 1859 | ≈ 0,314858 м                                     |
| фут (Кларка) (И)               | ft (Cla)            | | ≈ 0,3047972654 м                                 |
| фут (индийский) (И)            | ft Ind              | | ≈ 0,304799514 м                                  |
| фут метрический                | мф; mf              | ≡ √1⁄10 м | ≈ 0,31622776601 м                                |
| фут метрический (длинный)      | lmf                 | ≡ 1⁄3 м | ≈ 0,3 м                                          |
| фут метрический (короткий)     | smf                 | ≡ 0,30 м | ≡ 0,30 м                                         |
| фут (международный)            | фут; ft             | ≡ 0,3048 м ≡ 1⁄3 ярда ≡ 12 дюймов | ≡ 0,3048 м                                       |
| фут (геодезический, США)       | ft (US)             | ≡ 1200⁄3937 м | ≈ 0,304800610 м                                  |
| чейн (Гунтера)                 | ch                  | ≡ 66 футов(США) ≡ 4 рода | ≈ 20,11684 м                                     |
| четверть (английская)          |                     | ≡ 1⁄4 ярда | = 0,2286 м                                       |
| четверть (старорусская)        |                     | ≡ 1⁄12 сажени ≡ 1⁄4 аршина ≡ 4 вершка | = 0,1778 м                                       |
| шаг (DPI) мыши                 |                     | ≡ 1⁄200 дюйма | = 1,27×10−4м                                     |
| шаг (США)                      |                     | Соответствует старорусскому аршину ≡ 2,5 фута | = 0,762 м                                        |
| японский фут                   |                     | | = 0,3030 м                                       |
| ярд (международный)            | ярд; yd             | ≡ 0,9144 м ≡ 3 футов ≡ 36 дюймов | ≡ 0,9144 м                                       |
| ячменное зерно (И)             |                     | = 1⁄3 дюйма (см. примечание относительно округления) | ≈ 8,46⋅10-3 м                                    |

### Ёмкость
| Название единицы   | Символ | Определение                                                                                       | Связь с СИ                       |
| ------------------ | ------ | ------------------------------------------------------------------------------------------------- | -------------------------------- |
| фарад (единица СИ) | Ф; F   | Ёмкость конденсатора, при которой заряд 1 кулон создаёт между его обкладками напряжение 1 вольт . | = 1 Ф = 1 Кл/В = 1 А2·с4/(кг·м2) |

### Индуктивность
| Название единицы   | Символ | Определение | Связь с СИ                       |
| ------------------ | ------ | --- | -------------------------------- |
| генри (единица СИ) | Гн; H  | Цепь имеет индуктивность один генри, если изменение тока со скоростью один ампер в секунду создаёт ЭДС индукции, равную одному вольту . | = 1 Гн = 1 Вб/А = 1 кг·м2/(А·с)2 |

### Интенсивность света
Кандела является предпочтительной единицей в системе СИ.
| Название единицы                    | Символ | Определение | Связь с СИ |
| ----------------------------------- | ------ | --- | ---------- |
| кандела (базовая единица СИ); свеча | кд     | Сила света в заданном направлении источника, испускающего монохроматическое излучение частотой 540⋅1012 герц, энергетическая сила света которого в этом направлении составляет 1⁄683 Вт/ср . | = 1 кд     |
| свеча (новая единица)               | кд     | ≡ кд. Использование единицы не рекомендуется ввиду её неоднозначности. | = 1 кд     |
| свеча (старая единица, до 1948)     | кд     | Определение варьируется и плохо воспроизводится. Примерно 0,981 кд. | ≈ 0,981 кд |

### Информационная энтропия
| Название единицы                            | Символ          | Определение              | Связь с СИ                 | Связь с битами       |
| ------------------------------------------- | --------------- | ------------------------ | -------------------------- | -------------------- |
| байт                                        | Б; B            | ≡ 8 бит                  | = 7,655952(13)×10−23 Дж/К  | = 23 бит             |
| бит                                         | бит; bit; b; Sh | ≡ ln(2) × kB             | = 9,569940(16)×10−24 Дж/К  | = 1 бит              |
| единица СИ                                  | Дж/К; J/K       | ≡ Дж/К                   | = 1 Дж/К                   |                      |
| килобайт (десятичный)                       | Кбайт           | ≡ 1000 Б                 | = 7,655952(13) ×10−20 Дж/К | = 8000 бит           |
| килобайт (кибибайт)                         | KB; КиБ         | ≡ 1024 B                 | = 7,839695(13) ×10−20 Дж/К | = 213 бит = 8192 бит |
| нат; nip; nepit                             | нат; nat        | ≡ log2e ≈ 1,443 бит ≡ kB | = 1,3806505(23)×10−23 Дж/К |                      |
| ниббл, тетрада                              |                 | ≡ 4 бита                 | = 3,8279760(64)×10−23 Дж/К | = 22 бит             |
| хардит, дит, хартли (бывшее название — бан) | дит; ban; Hart  | ≡ ln 10 × kB             | = 3,1790653(53)×10−23 Дж/К |                      |

Часто информационная энтропия измеряется в шеннонах, при условии, что (дискретная) память цифрового устройства измеряется в битах. Тогда несжатые избыточные данные занимают более одного бита на один шеннон информационной энтропии. Множители выше обычно используется в этом смысле. В других случаях бит используется как мера информационной энтропии и тогда он является синонимом шеннона.

### Кинематическая вязкость
| Название единицы                       | Символ     | Определение | Связь с СИ        |
| -------------------------------------- | ---------- | ----------- | ----------------- |
| квадратный фут в секунду               | ft2/s      | ≡ 1 фут2/с  | = 0,09290304 м2/с |
| квадратный метр в секунду (система СИ) | м2/с; m2/s | ≡ 1 м2/с    | = 1 м2/с          |
| стокс (единица СГС)                    | Ст; St     | ≡ 10−4 м2/с | = 10−4 м2/с       |

### Магнитный поток
| Название единицы       | Символ  | Определение | Связь с СИ       |
| ---------------------- | ------- | --- | ---------------- |
| вебер (единица СИ)     | Вб      | Изменение магнитного потока через замкнутый контур со скоростью один вебер в секунду наводит в этом контуре ЭДС, равную одному вольту . = 1 Вб = 1 В·с | = 1 кг·м2/(А·с2) |
| максвелл (единица СГС) | Мкс; Mx | ≡ 10−8 Вб | = 10−8 Вб        |

### Масса
Примечания:
- См. вес для объяснения разницы между массой и весом, а также для перевода этих единиц.
- Эвердьюпойс — это система масс, основывающаяся на фунте в 16 унций, в то время как тройский вес[англ.] — это система масс, в которой 12 тройских унций равны одному фунту.
- Иногда пишут для фунта массы lbm, чтобы отличить от фунта-силы (lbf). Не следует воспринимать это как смесь единиц «фунт-метр».

| Название единицы                             | Символ           | Определение | Связь с СИ                  |
| -------------------------------------------- | ---------------- | --- | --------------------------- |
| ансырь                                       |                  | Единица измерения массы, одна из единиц древнего русского веса. ≈ 1 1/3 фунта или 128 золотников . |                             |
| атомная единица массы универсальная          | а. е. м.; u; AMU | | ≈ 1,660538921(73)×10−27кг   |
| атомная единица массы, масса покоя электрона | me               | | ≈ 9,10938291(40)×10−31кг    |
| баржа                                        |                  | ≡ 22+1⁄2 американских тонн | = 20411,65665 кг            |
| батман (И)                                   |                  | старинная азиатская весовая единица, входившая в Русскую систему мер и использовавшаяся в отдельных местностях Российской империи. В разных местах и в разное время батман весил 10 фунтов до пуда. В конце XIX века в Казанской губернии батманом называлась мера зернового хлеба в 4½ пуда. |                             |
| безмен (И)                                   |                  | Старинная русская единица измерения массы, входившая в русскую систему мер и употреблявшаяся на севере Российской империи и в Сибири. ≡ 2½ фунта ≡ 5 малых гривенков, ≡ 240 золотников ≡ 1⁄16 пуда.                                                                                           | = 1,022 кг                  |
| берковец (И)                                 |                  | Старорусская единица измерения массы. ≡ 10 пудов | ≈ 164 кг                    |
| дальтон                                      | Да               | То же самое, что атомная единица массы | ≈ 1,660538921(73)×10−27 кг  |
| драм (драхма) (аптекарская мера; тройский)   | dr t             | ≡ 60 грейнов | = 3,8879346 г               |
| драхма (эвердьюпойс)                         | dr av            | ≡ 27+11⁄32 грейнов | = 1,7718451953125 г         |
| гамма                                        | γ                | ≡ 1 мкг | = 1 мкг                     |
| гран (тройский) (И)                          | gr               | Гран — устаревшая единица массы на основе веса среднего ячменного зерна. ≡ 1⁄7000 эв. фунтов | ≡ 64,79891 мг               |
| грейв (И)                                    | gv.              | Грейв был начальным названием килограмма | ≡ 1 кг                      |
| доля (И)                                     |                  | Самая мелкая старорусская единица измерения массы. ≡1⁄96 золотника | = 0,044435г                 |
| золотник (И)                                 |                  | Единица измерения массы русской системы мер. Первоначально это слово означало золотую монету. ≡1⁄96 фунта. | = 4,26575417 г              |
| карат                                        | кар; ct; kt      | ≡ 3+1⁄6 gr | = 205,1965483 мг            |
| карат (метрический)                          | ct               | ≡ 200 мг | = 200 мг                    |
| килограмм                                    | кг; kg           | ≡ Масса эталона, находящегося близ Парижа (≈ масса 1 л воды) | ≡ 1 кг (базовая единица СИ) |
| килофунт                                     | kip              | ≡ 1000 фунтов | = 453,59237 кг              |
| либра (древнеримская) (И)                    |                  | Древнеримская мера веса (фунт) | = 327,45 г                  |
| либра (старорусская) (И)                     |                  | Старорусская торговая мера веса. ≡72 золотника | = 307,1 г                   |
| лот (И)                                      | лот              | Дометрическая единица измерения массы (в России использовалась во второй половине XVIII — начале XX веков). ≡1⁄32 фунта ≡ 3 золотникам≡ 288 долей | = 12,79725 г                |
| мешок (кофе)                                 |                  | ≡ 60 кг | = 60 кг                     |
| пеннивейт                                    | dwt; pwt         | ≡ 1⁄20 тройской унции | = 1,55517384 г              |
| скрупул (аптекарский)                        | s ap             | ≡ 20 гран | = 1,2959782 г               |
| пуд                                          | пуд              | ≡ 40 фунтов ≡ 1280 лотов ≡ 3840 золотников ≡ 368 640 долей | = 16380,4964 г              |
| слаг; (geepound; hyl)                        | slug             | ≡ 1 ɡ0 × 1 эв. фунтов × 1 с2/фут | ≈ 14,593903 кг              |
| стоун (камень)                               | st               | Британская единица измерения массы. Исторически стоун был единицей веса мяса, сыра, овощей, шерсти, воска и подобных продуктов. ≡ 14 эв. фунтов | = 6,35029318 кг             |
| тонна пробирная (длинная)                    | AT               | ≡ 1 мг × 1 английская тонна ÷ 1 тройская унция | = 32,6 г                    |
| тонна пробирная (короткая)                   | AT               | ≡ 1 мг × 1 американская тонна ÷ 1 тройская унция | = 29,16 г                   |
| тонна английская                             | long tn or ton   | ≡ 20 длинных хандредвейтов ≡ 2240 торговых фунтов | = 1016,0469088 кг           |
| тонна американская                           | sh tn            | ≡ 20 коротких хандредвейтов ≡ 2000 торговых фунта | = 907,18474 кг              |
| тонна (единица системы МТС)                  | т; t             | ≡ 1000 кг | = 1000 кг                   |
| углеродная единица                           |                  | То же самое, что атомная единица массы | ≈ 1,660538921(73)×10−27 кг  |
| унция (аптекарская; тройская)                | oz t             | ≡ 1⁄12 тройского фунта | = 31,1034768 г              |
| унция (эвердьюпойс)                          | oz av            | ≡ 1⁄16 фунта | = 28,349523125 г            |
| унция (США)                                  | oz               | Используется для маркировки пищевых продуктов. ≡ 28 г | = 28 г                      |
| фунт (эвердьюпойс)                           | эв. фунтов       | ≡ 0,45359237 кг = 7000 гранов | ≡ 0,45359237 кг             |
| фунт (метрический)                           |                  | ≡ 500 г | = 500 г                     |
| фунт (тройский)                              | lb t             | ≡ 5760 гран | = 0,3732417216 кг           |
| хандредвейт (длинный)                        | long cwt или cwt | ≡ 112 эв. фунтов | = 50,80234544 кг            |
| хандредвейт (короткий)                       | sh cwt           | ≡ 100 эв. фунтов | = 45,359237 кг              |
| центнер (метрический)                        | ц; q             | ≡ 100 кг | = 100 кг                    |
| четверть (английская)                        |                  | ≡ 1⁄4 длинного хандредвейта = 2 стоуна = 28 эв. фунтов | = 12,70058636 кг            |
| четверть (разговорный термин)                |                  | ≡ 1⁄4 американской тонны | = 226,796185 кг             |
| четверть длинная (разговорный термин)        |                  | ≡ 1⁄4 английской тонны | = 254,0117272 кг            |
| электронвольт                                | эВ; eV           | ≡ 1 эВ (единица энергии) / c2 | = 1,78266184(45)×10−36 кг   |

### Момент силы
| Название единицы         | Символ             | Определение                | Связь с СИ                  |
| ------------------------ | ------------------ | -------------------------- | --------------------------- |
| метр килограмм-сила      | м·кгс; м·кГ; m·kgf | ≡ ɡ0 × Н × м               | = 9,80665 Н·м               |
| ньютон-метр (единица СИ) | Н·м; N·m           | ≡ Н × м = кг·м2/с2         | = 1 Н·м                     |
| фут-паундаль             | ft·pdl             | ≡ 1 фунт·фут2/с2           | = 4,21401100938048×10−2 Н·м |
| фунт-сила-дюйм           | in·lbf             | ≡ ɡ0 × 1 фунт × 1 дюйм     | = 0,1129848290276167 Н·м    |
| фунт-сила-фут            | ft·lbf             | ≡ ɡ0 × 1 фунт-сила × 1 фут | = 1,3558179483314004 Н·м    |

### Мощность или удельный тепловой поток
| Название единицы                                | Символ         | Определение | Связь с СИ                             |
| ----------------------------------------------- | -------------- | --- | -------------------------------------- |
| атмосфера-кубический сантиметр в минуту         | atm ccm        | ≡ 1 атм × 1 см3/мин | = 1,68875×10−3 Вт                      |
| атмосфера-кубический сантиметр в секунду        | atm ccs        | ≡ 1 атм × 1 см3/с | = 0,101325 Вт                          |
| атмосфера-кубический фут в минуту               | atm cfm        | ≡ 1 атм × 1 фут3/мин | = 47,82007468224 Вт                    |
| атмосфера-кубический фут в секунду              | atm cfs        | ≡ 1 атм × 1 фут3/с | = 2,8692044809344×103 Вт               |
| атмосфера-кубический фут в час                  | atm cfh        | ≡ 1 атм × 1 фут3/ч | = 0,79700124704 Вт                     |
| атмосфера-литр в минуту                         | L·atm/min      | ≡ 1 атм × 1 л/мин | = 1,68875 Вт                           |
| атмосфера-литр в секунду                        | L·atm/s        | ≡ 1 атм × 1 л/с | = 101,325 Вт                           |
| БТЕ (международная) в секунду                   | BTUIT/s        | ≡ 1 BTUIT/s | = 1,05505585262×103 Вт                 |
| БТЕ (международная) в минуту                    | BTUIT/min      | ≡ 1 БТЕIT/мин | ≈ 17,584264 Вт                         |
| БТЕ (международная) в час                       | BTUIT/h        | ≡ 1 БТЕIT/ч | ≈ 0,293071 Вт                          |
| ватт (единица СИ)                               | Вт; W          | Мощность, при которой за секунду выделяется один джоуль энергии .                                                                                            | = 1 Вт = 1 Дж/с = 1 Н·м/с = 1 кг·м2/с3 |
| калория (международная) в секунду               | кал/с; calIT/s | ≡ 1 кал/с | = 4,1868 Вт                            |
| лошадиная сила (котловая)                       | л. с.; hp      | ≈ 34,5 фунт/ч × 970,3 БТЕIT/фунт | ≈ 9809,5 Вт                            |
| лошадиная сила (европейская электрическая)      | л. с.; hp      | ≡ 75 кфут·м/с | = 736 Вт                               |
| лошадиная сила (электрическая)                  | л. с.; hp      | ≡ 746 Вт | = 746 Вт                               |
| лошадиная сила (механическая)                   | л. с.; hp      | ≡ 550 фут·фунт-сила/с | = 745,69987158227022 Вт                |
| лошадиная сила (метрическая)                    | л. с.; hp; PS  | ≡ 75 м·кгс/с | = 735,49875 Вт                         |
| люсек                                           | lusec          | Повышение давления на 0,001 мм рт. ст. в 1 секунду в объёме 1 л ≡ 1 л·мкмHg/с                                                                                | ≈ 1,333×10−4 Вт                        |
| понселе                                         | p              | ≡ 100 м·кгс/с | = 980,665 Вт                           |
| прямое эквивалентное излучение квадратного фута | sq ft EDR      | Тепловая радиация, выражаемая в термах с квадратного фута поверхности парового радиатора. Она равна, если поверхность определена в м², 757 Вт. ≡ 240 БТЕIT/ч | ≈ 70,337057 Вт                         |
| тонна охлаждения                                |                | ≡ мощность, необходимая для плавления 2000 фунтов (короткой тонны) льда за 24 часа при 0 °C                                                                  | ≈ 3504 Вт                              |
| фунт-сила-фут в час                             | ft·lbf/h       | ≡ 1 фут·фунт/ч | ≈ 3,766161×10−4 Вт                     |
| фунт-сила-фут в минуту                          | ft·lbf/min     | ≡ 1 фут·фунт/мин | = 2,259696580552334×10−2 Вт            |
| фунт-сила-фут в секунду                         | ft·lbf/s       | ≡ 1 фут·фунт/с | = 1,3558179483314004 Вт                |
| эрг в секунду                                   | эрг/с; erg/s   | ≡ 1 эрг/с | = 10−7 Вт                              |

### Объём
| Название единицы                         | Символ        | Определение | Связь с СИ                               |
| ---------------------------------------- | ------------- | --- | ---------------------------------------- |
| акро-фут                                 | ac ft         | Используется в США для измерения объёма больших водоёмов с известной площадью (в акрах) и средней глубиной (в футах). ≡ 1 акр × 1 фут = 43 560 футов3 | = 1233,48183754752 м3                    |
| акр-дюйм                                 |               | ≡ 1 акр × 1 дюйм | = 102,79015312896 м3                     |
| баррель (английский)                     | bl (imp)      | ≡ 36 галлонов (английских) = 4,5 бушеля | = 0,16365924 м3                          |
| баррель (нефтяной)                       | bl; bbl       | ≡ 42 галлона (США) | = 0,158987294928 м3 ≈ 0,1364 тонны нефти |
| баррель сухой (США)                      | bl (US)       | ≡ 105 сухих кварт (США) = 105⁄32 бушеля (США) | = 0,115628198985075 м3                   |
| баррель для жидкости (США)               | fl bl (US)    | ≡ 31+1⁄2 галлона (CIF) | = 0,119240471196 м3                      |
| бочка (мерная, сороковая) (И)            |               | Русская дометрическая единица измерения объёма. ≡ 40 вёдер ≡ 160 четвертей ≡ 400 штофов ≡ 4000 чарок ≡ 8000 шкаликов ≡ 800 водочных (пивных) бутылок ≡ 640 винных бутылок | = 0,49196 м3                             |
| ботт (butt, pipe)                        |               | ≡ 126 галлонов (винных) | = 0,476961884784 м3                      |
| бутылка (пивная, торговая, полуштоф) (И) |               | Русская дометрическая единица измерения объёма жидкости. Появилась при Петре I ≡ 1⁄20 ведра ≡ 1⁄2 десятерикового штофа | = 0,00061495 м3                          |
| бутылка, одна пятая (США)                |               | ≡ 1⁄5 галлона США | = 757,0823568×10−6 м3                    |
| бутылка (винная, мерная) (И)             |               | Русская дометрическая единица измерения объёма жидкости. Появилась при Петре I ≡ 1⁄16 ведра ≡ 1⁄2 осьмерикового штофа | = 0,0007686875 м3                        |
| бушель (английский)                      | bu (imp)      | ≡ 4 пекам ≡ 8 галлонов (английских) ≡ 32 сухим квартам | = 0,03636872 м3                          |
| бушель (США, для сыпучих тел)            | bu (US lvl)   | ≡ 2150,42 дюйма3 | = 0,03523907016688 м3                    |
| бушель (сухой, с горкой, США)            | bu (US)       | ≡ 1+1⁄4 бушеля (США) | = 0,0440488377086 м3                     |
| ведро (английское)                       | bkt           | ≡ 4 галлона (английских) | = 0,01818436 м3                          |
| ведро (казённое) (И)                     |               | Русская дометрическая единица измерения объёма жидкостей. ≡ 1⁄40 бочки = 1⁄3 анкерка = 4 четверти = 8 или 10 штофов (кружек) = 16 винных бутылок = 20 водочных бутылок = 100 чаркам (соткам) = 200 шкаликам | = 0,01818436 м3                          |
| вязанка, корд (хвороста)                 |               | ≡ 8 футов × 4 футов × 4 футов | = 3,624556363776 м3                      |
| галлон (пива)                            | beer gal      | ≡ 282 дюйма3 | = 4,621152048×10−3 м3                    |
| галлон (английский)                      | gal (imp)     | ≡ 4,54609 л | ≡ 4,54609×10−3 м3                        |
| галлон сухой (США)                       | gal (US)      | ≡ 1⁄8 бушеля (США) | = 4,40488377086×10−3 м3                  |
| галлон жидкий, винный (США)              | gal (US)      | ≡ 231 дюйм3 | ≡ 3,785411784×10−3 м3                    |
| гарнец (И)                               |               | Русская дометрическая единица измерения объёма сыпучих тел (ржи, крупы, муки и т. п.) ≡ 1⁄64 четверти = 1⁄32 осьмины = 1⁄8 четверика. | = 0,00328 м3                             |
| джилл (английский); кружечка             | gi (imp); nog | ≡ 5 жидких английских унций | = 142,0653125×10−6 м3                    |
| джилл (США)                              | gi (US)       | ≡ 4 жидких унций США | = 118,29411825×10−6 м3                   |
| досковый фут, бордфут                    | fbm           | Единица объёма лесоматериалов. ≡ 144 дюймов3 | ≡ 2,359737216×10−3 м3                    |
| драхма (или драм) жидкая (английский)    | fl dr         | ≡ 1⁄8 жидкой английской унции | = 3,5516328125×10−6 м3                   |
| драм (или драхма) жидкий (США)           | fl dr         | ≡ 1⁄8 жидкой унции США | = 3,6966911953125×10−6 м3                |
| оков, кадь                               |               | Единица измерения для зерна в Русской системе мер; применялась в XVI—XVII веках, и частично позже. 1 кадка (кадь, оков) = 2 половникам (половинам) = 4 четвертям = 8 осьминам = 839,69 л (= 14 московским пудам ржи = 229,32 кг) Кадь, хлебная мера: тул. осмина, 4 четверика; перм. то же, на вес, 4 пуда; калужск. костр. 3 четверика; влад. полосминника, 2 четверика. Торговая мера в 4 четверти. | = 839,69 л                               |
| капля (английская)                       | gtt           | ≡ 1⁄288 жидкой унции (английской) | = 98,6564670138⋅10−9 м3                  |
| капля (английская, альтернативная)       | gtt           | ≡ 1⁄1824 джилла (английского) | ≈ 77,886684×10−9 м3                      |
| капля (медицинская)                      |               | ≡ 0,9964⁄12 мл | = 83,03⋅10−9 м3                          |
| капля (медицинская)                      |               | ≡ 1⁄12 мл | = 83,3⋅10−9 м3                           |
| капля (метрическая)                      |               | ≡ 1⁄20 мл | = 50,0×10−9 м3                           |
| капля (США)                              | gtt           | ≡ 1⁄360 жидкой унции США | = 82,14869322916⋅10−9 м3                 |
| капля (США, альтернативная)              | gtt           | ≡ 1⁄456 жидкой унции США | ≈ 64,85423149671×10−9 м3                 |
| капля (США, альтернативная)              | gtt           | ≡ 1⁄576 жидкой унции США | ≈ 51,34293326823×10−9м3                  |
| кварта (английская)                      | qt (imp)      | ≡ 1⁄4 английского галлона | = 1,1365225×10−3 м3                      |
| кварта сухая (США)                       | qt (US)       | ≡ 1⁄32 бушеля США = 1⁄4 сухого галлона США | = 1,101220942715×10−3 м3                 |
| кварта жидкая (США)                      | qt (US)       | ≡ 1⁄4 жидкого галлона США | = 946,352946×10−6 м3                     |
| коум                                     |               | ≡ 4 бушеля (английских) | = 0,14547488 м3                          |
| кордовый фут                             |               | ≡ 1⁄8корда ≡ 16 футов3 | = 0,453069545472 м3                      |
| корзинка (pottle); четвертинка (quarter) |               | ≡ 1⁄2 английского галлона = 80 жидких английских унций | = 2,273045×10−3 м3                       |
| корчага                                  |               | большой глиняный горшок, ёмкость и мера виноградного вина в XII веке (1146 г.). | ≈ 25 л                                   |
| косушка (И)                              |               | Русская дометрическая единица измерения объёма жидкостей. ≡ 1⁄40ведра ≡ 1⁄4 кружки ≡ 1⁄4 штофа ≡ 1⁄2 водочной бутылки ≡ 5 шкаликов | = 0,000307475 м3                         |
| кубическая морская сажень                | cu fm         | ≡ 1 м с. × 1 м с. × 1 м с. | = 6,116438863872 м3                      |
| кубический фут                           | фут3; cu ft   | ≡ 1 фут × 1 фут × 1 фут | ≡ 0,028316846592 м3                      |
| кубический дюйм                          | дюйм3; cu in  | ≡ 1 дюйм × 1 дюйм × 1 дюйм | ≡ 16,387064×10−6 м3                      |
| кубический метр (единица СИ)             | м3            | ≡ 1 м × 1 м × 1 м | ≡ 1 м3                                   |
| кубическая миля                          | миля3; cu mi  | ≡ 1 миля × 1 миля × 1 миля | ≡ 4168181825,440579584 м3                |
| кубический ярд                           | ярд3; cu yd   | ≡ 27 футов3 | ≡ 0,764554857984 м3                      |
| куль                                     |               | Древнерусская мера сыпучих тел. В зависимости от состава сыпучих тел равнялся 5—9 пудам. |                                          |
| ласт                                     |               | ≡ 80 английских бушелей | = 2,9094976 м3                           |
| литр                                     | л             | ≡ 1 дм3 | ≡ 0,001 м3                               |
| ложка детская или десертная (английская) |               | ≡ 1⁄12 джилла (английского) | = 11,8387760416⋅10−6 м3                  |
| ложка детская или десертная              |               | ≡10 мл | = 10,0×10−5 м3                           |
| ложка столовая (австралийская мера)      |               | | ≡ 20,0×10−6 м3                           |
| ложка столовая (российская мера)         |               | | ≡ 18,0×10−6 м3                           |
| ложка столовая (канадская мера)          | tbsp          | ≡ 1⁄2 жидкой английской унции | = 14,20653125×10−6 м3                    |
| ложка столовая (английская мера)         | tbsp          | ≡ 5⁄8 жидкой английской унции | = 17,7581640625×10−6 м3                  |
| ложка столовая (метрическая)             |               | | ≡ 15,0×10−6 м3                           |
| ложка столовая (США)                     | tbsp          | ≡ 1⁄2 жидкой унции США | = 14,78676478125×10−6 м3                 |
| ложка столовая (США)                     | tbsp          | Используется для маркировки пищевых продуктов. ≡ 15 мл | = 1,5×10−5 м3                            |
| ложка чайная (канадская мера)            | tsp           | ≡ 1⁄6 жидкой английской унции | = 4,735510416⋅10−6 м3                    |
| ложка чайная (английская мера)           | tsp           | ≡ 1⁄24 английского джилла | = 5,91938802083⋅10−6 м3                  |
| ложка чайная (метрическая)               | ч.л.          | ≡ 5 мл | = 5,0×10−6 м3                            |
| ложка чайная (США)                       | tsp           | ≡ 1⁄6 жидкой унции США | = 4,92892159375×10−6 м3                  |
| ложка чайная (США)                       | tsp           | Используется для маркировки пищевых продуктов. ≡ 5 мл | = 5×10−6 м3                              |
| лоуд (load)                              |               | ≡ 50 футов3 | = 1,4158423296 м3                        |
| лямбда                                   | λ             | Употребляется в химии и медицине для измерения малых объёмов. ≡ 1 mm3 | = 1×10−9 м3                              |
| маленький бочонок                        |               | ≡ 9 галлонов (английских) | = 0,04091481 м3                          |
| маленький стакан (pony)                  |               | ≡ 3⁄4 жидкой унции США | = 22,180147171875×10−6 м3                |
| мешок (sack, английский; bag)            |               | ≡ 3 английских бушеля | = 0,10910616 м3                          |
| мешок (США)                              |               | ≡ 3 бушеля США | = 0,10571721050064 м3                    |
| миним (английский)                       | min           | Аптечная единица измерения в Британской Имперской и Американской системах мер для жидкостей. ≡ 1⁄480 жидкой английской унции = 1/60 жидкого английского драхмы | = 59,1938802083⋅10−9 м3                  |
| миним (США)                              | min           | ≡ 1⁄480 жидкой унции США = 1⁄60 жидкой драхмы США | = 61,611519921875×10−9 м3                |
| осьминник (осьмина)                      |               | Старая русская единица измерения объёма сыпучих тел и площади ≡ 1⁄2 четверти | = 0,104956 м3                            |
| пек сухой (США)                          | pk            | ≡ 1⁄4 бушеля США | = 8,80976754172×10−3 м3                  |
| пек (английский)                         | pk            | ≡ 2 английских галлона | = 9,09218×10−3 м3                        |
| пинта (английская)                       | pt (imp)      | ≡ 1⁄8 английского галлона | = 568,26125×10−6 м3                      |
| пинта сухая (США)                        | pt (US dry)   | ≡ 1⁄64 бушеля (США) ≡ 1⁄8 сухого галлона США | = 550,6104713575×10−6 м3                 |
| пинта жидкая (США)                       | pt (US fl)    | ≡ 1⁄8 галлона США | = 473,176473×10−6 м3                     |
| полубочонок                              |               | ≡ 18 английских галлонов | = 0,08182962 м3                          |
| пуз (И)                                  |               | Старинная новгородская мера сыпучих тел. Один пуз ржи равнялся 2¼ пуда. Один пуз соли — 4½ пуда. |                                          |
| перч                                     | per           | ≡ 16+1⁄2 фута × 1+1⁄2 фута × 1 фут | = 0,700841953152 м3                      |
| скрупул жидкий (английский)              | fl s          | Аптекарская мера объёма. ≡ 1⁄24 жидкой английской унции | = 1,18387760416⋅10−6 м3                  |
| стопка (Россия)                          |               | 50-100мл | от 0,50×10−4 м3 до 1,0×10−4 м3           |
| стопка (США)                             |               | ≡ 1+1⁄2 жидкой унции США | ≈ 44,36×10−6 м3                          |
| страйк (английский)                      |               | ≡ 2 английских бушеля | = 0,07273744 м3                          |
| страйк (США)                             |               | ≡ 2 бушеля США | = 0,07047814033376 м3                    |
| тонна водоизмещения                      |               | ≡ 35 футов3 | = 0,99108963072 м3                       |
| тонна обмерная, фрахтовая                |               | ≡ 40 футов3 | = 1,13267386368 м3                       |
| тонна регистровая                        |               | ≡ 100 футов3 | = 2,8316846592 м3                        |
| унция жидкая (английская)                | fl oz (imp)   | ≡ 1⁄160 английского галлона | ≡ 28,4130625×10−6 м3                     |
| унция жидкая (США)                       | US fl oz      | ≡ 1⁄128 галлона США | ≡ 29,5735295625×10−6 м3                  |
| унция жидкая (США)                       | US fl oz      | Используется для маркировки пищевых продуктов. ≡ 30 мл | ≡ 3×10−5 м3                              |
| хогсхед (английский)                     | hhd (imp)     | Мера веса и измерения объёма жидкости, а также название для деревянных бочонков размером с голову кабана. ≡ 2 английских баррелей | = 0,32731848 м3                          |
| xогсхед (США)                            | hhd (US)      | ≡ 2 жидких баррелей США | = 0,238480942392 м3                      |
| цебр (И)                                 |               | Русская единица объёма. ≈ ведру |                                          |
| чарка (И)                                |               | Русская дометрическая единица измерения объёма жидкостей. ≡ 1⁄100 ведра ≡ 2 шкалика | = 0,00012299 м3                          |
| чашка (для завтрака)                     |               | Употребляется в кондитерских рецептах. ≡ 10 жидких унций (английских) | = 284,130625×10−6 м3                     |
| чашка (канадская)                        | c (CA)        | ≡ 8 жидких унций (английских) | = 227,3045×10−6 м3                       |
| чашка (метрическая)                      | чашка, c      | ≡ 250,0×10−6 м3 | = 250,0×10−6 м3                          |
| чашка (США)                              | c (US)        | ≡ 8 жидких унций (США) ≡ 1⁄16 галлона (США) | = 236,5882365×10−6 м3                    |
| чашка (США)                              | c (US)        | Используется для маркировки пищевых продуктов. ≡ 240 мл | = 2,4×10−4 м3                            |
| чекушка                                  |               | 250мл | 0,25×10−3 м3                             |
| четверик (сыпучих тел) (И)               |               | Русская единица измерения объёма сыпучих тел (сухой вместимости) в XV—XX вв. ≡ 1⁄4 осьмины ≡ 1⁄8 четверти ≡ 8 гарнцов | = 0,02624 м3                             |
| четвертинка (quarter); бадья (pail)      |               | ≡ 8 английских бушелей | = 0,29094976 м3                          |
| четверть, четь (сыпучих тел) (И)         |               | ≡ 2 осьмины ≡ 8 четверикам ≡ 64 гарнца | = 0,20966 м3                             |
| четверть, четь (жидкая)                  |               | Мера использовалась при продаже главным образом вино-водочной продукции и делилась на 5 водочных или 4 винных бутылки. ≡ 1⁄4 ведра | = 0,0030748 м3                           |
| штоф (И)                                 |               | Русская дометрическая единица измерения объёма. ≡ 1⁄10 ведра = 10 чарок | = 0,0012299 м3                           |
| шкалик (И)                               |               | Устаревшая российская единица измерения объёма жидкости, а также сосуд такого объёма. ≡ 1⁄200 ведра = 1⁄2 чарки | = 0,0000615 м3                           |
| щепотка (pinch) (английская)             |               | ≡ 1⁄192 английского джилла = ⅛ чайной ложки (английской) | = 739,92350260416⋅10−9 м3                |
| щепотка (pinch) (США)                    |               | ≡ 1⁄48 жидкой унции США = 1⁄8 чайной ложки (США) | = 616,11519921875×10−9 м3                |

### Напряжение, ЭДС
| Название единицы        | Символ       | Определение | Связь с СИ                      |
| ----------------------- | ------------ | --- | ------------------------------- |
| абвольт (единица СГС)   | абВ; abV     | ≡ 10−8 В | = 10−8 В                        |
| вольт (система СИ)      | В; V         | Вольт (В, V) может быть определён либо как электрическое напряжение на концах проводника, необходимое для выделения в нём теплоты мощностью в один ватт (Вт, W) при силе протекающего через этот проводник постоянного тока в один ампер (A), либо как разность потенциалов между двумя точками электростатического поля, при прохождении которой над зарядом величиной 1 кулон (Кл, C) совершается работа величиной 1 джоуль . | = 1 В = 1 Вт/А = 1 кг·м2/(А·с3) |
| статвольт (единица СГС) | статВ; statV | ≡ c·(1 мкДж/А·м) | = 299,792458 В                  |

### Освещённость
| Название единицы         | Символ           | Определение | Связь с СИ        |
| ------------------------ | ---------------- | --- | ----------------- |
| люкс (СИ)                | лк; lx           | ≡ лм/м2 | = 1 лк = 1 лм/м2  |
| люмен на квадратный дюйм | лм/дюйм2; lm/in2 | ≡ лм/дюйм2 | ≈ 1550,0031 лк    |
| фот (СГС)                | фот; ph          | В данное время единица фот устарела и фактически нигде не используется. ≡ лм/см2                                                                                              | = 104 лк          |
| фут-свеча;               | fc               | Общая интенсивность света, падающего на квадратный фут от источника света 1 свеча. Термин используется в США для описания чувствительности в технических параметрах. ≡ lm/ft2 | = 10,763910417 лк |

### Плоский угол
| Название единицы         | Символ     | Определение                                                                                     | Связь с СИ                                                            |
| ------------------------ | ---------- | ----------------------------------------------------------------------------------------------- | --------------------------------------------------------------------- |
| град (метрический)       | град; grad | ≡ 1⁄400 оборота ≡ π⁄200 рад ≡ 0,9°                                                              | ≈ 15,707963×10−3 рад                                                  |
| градус (дуги)            | °          | ≡ 1⁄360 оборота ≡ π⁄180 рад                                                                     | ≈ 17,453293×10−3 рад                                                  |
| минута дуги              | ′          | ≡ 1°⁄60                                                                                         | ≈ 0,290888×10−3 рад                                                   |
| минута дуги метрическая  | ′          | ≡ 1⁄100 град                                                                                    | ≈ 0,157080×10−3 рад                                                   |
| секунда дуги             | ′′         | ≡ 1°⁄3600                                                                                       | ≈ 4,848137×10−6 рад                                                   |
| секунда дуги метрическая | ′′         | ≡ 1⁄10 000 град                                                                                 | ≈ 1,570796×10−6рад                                                    |
| квадрант                 |            | 1⁄4 часть окружности (оборота); прямой угол. ≡ 90°                                              | ≈ 1,570796 рад                                                        |
| октант                   |            | 1⁄8 часть окружности (оборота). ≡ 45°                                                           | ≈ 0,785398 рад                                                        |
| радиан (единица СИ)      | рад        | Угол, соответствующий дуге, длина которой равна её радиусу. Полный оборот составляет 2π радиан. | = 1 рад                                                               |
| секстант                 |            | 1⁄6 часть окружности (оборота). ≡ 60°                                                           | ≈ 1,047198 рад                                                        |
| sign                     |            | ≡ 30°                                                                                           | ≈ 0,523599 рад                                                        |
| тысячная                 | мк         | Единица измерения углов, принятая в артиллерии ≡ 1⁄1000 радиана ≡ 1⁄2π ·1000 2π⁄6400 радиана    | СССР: ≡2π⁄6000 ≈ 1,047198×10−3 рад НАТО: ≡2π⁄6400 ≈ 0,981748×10−3 рад |

### Плотность
| Название единицы                                   | Символ       | Определение    | Связь с СИ              |
| -------------------------------------------------- | ------------ | -------------- | ----------------------- |
| грамм на миллилитр                                 | г/мл; g/mL   | ≡ г/мл         | = 1000кг/м3             |
| килограмм на кубический метр (единица СИ)          | кг/м3; kg/m3 | ≡ кг/м3        | = 1 кг/м3               |
| килограмм на литр                                  | кг/л; kg/L   | ≡ кг/л         | = 1000 кг/м3            |
| слаг на кубический фут                             | slug/ft3     | ≡ слаг/фут3    | ≈ 515,3788184 кг/м3     |
| унция (эвердьюпойс на английский галлон            | oz/gal       | ≡ унция/галлон | ≈ 6,236023291 кг/м3     |
| унция (эвердьюпойс на галлон США                   | oz/gal       | ≡ унция/галлон | ≈ 7,489151707 кг/м3     |
| унция (эвердьюпойс на кубический дюйм              | oz/in3       | ≡ унция/дюйм3  | ≈ 1,729994044×103 кг/м3 |
| унция (эвердьюпойс) на кубический фут              | oz/ft3       | ≡ унция/фут3   | ≈ 1,001153961 кг/м3     |
| фунт (эвердьюпойс) на английский галлон            | lb/gal       | ≡ фунт/галлон  | ≈ 99,77637266 кг/м3     |
| фунт (эвердьюпойс) на английский жидкий галлон США | lb/gal       | ≡ фунт/галлон  | ≈ 119,8264273 кг/м3     |
| фунт (эвердьюпойс) на кубический дюйм              | lb/in3       | ≡ фунт/дюйм3   | ≈ 2,767990471×104 кг/м3 |
| фунт (эвердьюпойс) на кубический фут               | lb/ft3       | ≡ фунт/фут3    | ≈ 16,01846337 кг/м3     |

### Площадь
| Название единицы                         | Символ       | Определение | Связь с СИ                              |
| ---------------------------------------- | ------------ | --- | --------------------------------------- |
| акр (международный)                      | акр; ac      | ≡ 4840 квадратных ярдов | ≡ 4046,8564224 м2                       |
| акр (геодезический, США)                 | ac           | ≡ 10 квадратных чейнов = 4840 квадратных ярдов | ≈ 4046,873 м2                           |
| ар                                       | а            | Известна также как «сотка» ≡ 100 м2 | = 100 м2                                |
| барн                                     | б; бн; b     | Внесистемная единица измерения площади, используется в ядерной физике для измерения эффективного сечения ядерных реакций ≡ 100 фм2 | = 10−28 м2                              |
| бароны                                   |              | ≡ 4000 акров | ≈ 1,618742×107 м2                       |
| виргата                                  |              | ≡ 1⁄4 гайды ≈ 30 акров (в разных регионах страны от 20 до 70 акров) | ≈ 1,2×105 м2                            |
| гайда                                    |              | Единица величины земельных участков в англосаксонской Британии, величина земельного участка, достаточного для содержания одной семьи свободного крестьянина. ≈ 120 акров (варьируется)                                                                                                   | ≈ 5×105 м2                              |
| гектар                                   | га; ha       | Внесистемная единица измерения площади, равная площади квадрата со стороной 100 м ≡ 10000 м2 ≡ 100 ар ≡ 100 соток | ≡ 10000 м2                              |
| гунта(Индия, Пакистан)                   |              | Индия ≡ 121 кв. ярдов Пакистан ≡ 120 кв. ярдов | Индия ≈ 101,17 м2                       |
| декар                                    |              | Болгарский аналог дунама ≡ 1000 м2 | = 1000 м2                               |
| десятина (казённая)                      |              | Старая русская единица земельной площади. Десятина представляла собой прямоугольник со сторонами в 80 и 30 («тридцатка») или 60 и 40 («сороковка») саженей. ≡ 2400 квадратных саженей = 109,25 сотки = 1,09 га                                                                           | = 10 925 м2                             |
| десятина (хозяйственная косая)           |              | Старая русская единица земельной площади. ≡ 80 × 40 = 3200 квадратных саженей = 145,67 сотки | = 14 566,7 м2                           |
| десятина (хозяйственная круглая)         |              | Старая русская единица земельной площади. ≡ 60 × 60 = 3600 квадратных саженей = 163,875 сотки | = 16 387,5 м2                           |
| десятина (сотенная)                      |              | Старая русская единица земельной площади. ≡ 100 × 100 = 10 000 квадратных саженей = 455,208 сотки | = 45 520,8 м2                           |
| доля (section)                           |              | ≡ 1 миля × 1 миля | = 2,589988110336×106 м2                 |
| доска (board)                            | bd           | ≡ 1 дюйм × 1 фут | = 7,74192×10−3 м2                       |
| дунам                                    |              | ≡ 1000 м2 | = 1000 м2                               |
| квадрат                                  |              | ≡ 10 футов × 10 футов | = 9,290304 м2                           |
| квадратная мера (международная)          | sq ch        | ≡ 66 футов × футов = 1⁄10 акра | ≡ 404,68564224 м2                       |
| квадратная мера (США)                    | sq ch        | ≡ 66 футов (США) × 66 футов (США) = 1⁄10 акра США | ≈ 404,6873 м2                           |
| квадратный фут                           | фут2; sq ft  | ≡ 1 фут × 1 фут | ≡ 9,290304×10−2 м2                      |
| квадратный фут (США)                     | sq ft        | ≡ 1 фут (США) × 1 фут (США) | ≈ 9,2903411613275×10−2 м2               |
| квадратный дюйм                          | sq in        | ≡ 1 дюйм × 1 дюйм | ≡ 6,4516×10−4 м2                        |
| квадратный километр                      | км2; km2     | ≡ 1 км × 1 км | = 106 м2                                |
| квадратный линк (Гунтера, международный) | sq lnk       | ≡ 1 линк × 1 линк ≡ 0,66 фута × 0,66 фута | = 4,0468564224×10−2 м2                  |
| квадратный линк (Гунтера, США)           | sq lnk       | ≡ 1 линк × 1 линк ≡ 0,66 фута (США) × 0,66 фута (США) | ≈ 4,046872×10−2 м2                      |
| квадратный линк (Рамсдена)               | sq lnk       | ≡ 1 линк × 1 линк ≡ 1 фут × 1 фут | = 0,09290304 м2                         |
| квадратный метр (единица СИ)             | м2; m2       | ≡ 1 м × 1 м | = 1 м2                                  |
| квадратный мил                           | мил2; sq mil | ≡ 1 мил × 1 мил | = 6,4516×10−10 м2                       |
| квадратная миля                          | миля2; sq mi | ≡ 1 миля × 1 миля | = 2,589988110336×106 м2                 |
| квадратная миля (США)                    | миля2; sq mi | ≡ 1 миля (США) × 1 миля (США) | ≈ 2,58999847×106 м2                     |
| квадратный род/поль/перч                 | род2; sq rd  | ≡ 1 род × 1 род | = 25,29285264 м2                        |
| квадратный ярд (международный)           | ярд2; sq yd  | ≡ 1 ярд × 1 ярд | ≡ 0,83612736 м2                         |
| корд                                     |              | ≡ 192 доски | = 1,48644864 м2                         |
| круговой дюйм                            | circ in      | ≡ π⁄4 кв. дюйма | ≈ 5,067075×10−4 м2                      |
| круговой мил                             | circ mil     | ≡ π⁄4 мил2 | ≈ 5,067075×10−10 м2                     |
| куэрда (Пуэрто-Рико)                     | cda          | Термин куэрда относится к различным единицам измерения в испаноговорящих странах и может означать длину, площадь, объём (Испания, Пуэрто-Рико, Гватемала, Куба, Парагвай). ≡ 0,971222 акра                                                                                               | ≡ 3930,395625 м2                        |
| обжа (И)                                 |              | Единица площади для поземельного налога в Новгородской земле в XV—XVI веках. ≡ 10 четвертей или 5 десятин = 1⁄3 сохи (новгородской) = 1⁄30 сохи (московской) . | ≈ 54 627 м2                             |
| осьминник (осьмина) (И)                  |              | Старая русская единица измерения объёма сыпучих тел и площади≡ 1⁄8 десятины | = 1365,675м2                            |
| руд                                      | ro           | ≡ 1⁄4 акра | = 1011,7141056 м2                       |
| сотка                                    | а            | То же, что и «ар» ≡ 100 м2 | = 100 м2                                |
| соха (И)                                 |              | единица податного обложения на Руси с XIII века по XVII век. Очень старое обозначение единицы оклада. Выделялось несколько видов сохи: служи́лая — 800 четвертей, церко́вная — 600 четвертей, чёрная — 400 четвертей. Соха делилась на четверти, примерно равные 2731,35 м² = 0,273135 га. | ≈ 400, 600 или 800×2731,35 м2           |
| стремма                                  |              | Греческая единица земельной площади. ≡ 1000 м2 | = 1000 м2                               |
| тауншип                                  |              | Участок государственного межевания, трапеция с нижним основанием и боковыми сторонами, равными 6 милям ≡ 36 мили2 (США) | ≈ 9,323994×107 м2                       |
| четверть (И)                             |              | Мера площади пахотных земель в старинной русской системе мер, на которую делилась соха В зависимости от величины десятины составляла 1200, 1600 и 1250 квадратных саженей | = 5462,7 м2 для 1200 квадратных саженей |
| шед (shed)                               |              | ≡10−24 барна ≡ 10−52 м2 | = 10−52 м2                              |

### Плотность магнитного потока
| Название единицы    | Символ | Определение         | Связь с СИ                     |
| ------------------- | ------ | ------------------- | ------------------------------ |
| гаусс (система СГС) | Гс; G  | ≡ Мкс/см2 = 10−4 Тл | = 10−4 Тл                      |
| тесла (единица СИ)  | Тл; T  | ≡ Вб/m2             | = 1 Тл = 1 Вб/м2 = 1 кг/(А·с2) |

### Поток (объёмный расход)
| Название единицы                       | Символ     | Определение      | Связь с СИ              |
| -------------------------------------- | ---------- | ---------------- | ----------------------- |
| галлон (жидкий США) в сутки            | GPD        | ≡ 1 галлон/сутки | = 4,381263638×10−8 м3/с |
| галлон (жидкий США) в минуту           | GPM        | ≡ 1 галлон/мин   | = 6,30901964×10−5 м3/с  |
| галлон (жидкий США) в час              | GPH        | ≡ 1 галлон/час   | = 1,051503273×10−6 м3/с |
| кубический дюйм в минуту               | in3/min    | ≡ 1 дюйм3/мин    | = 2,7311773×10−7 м3/с   |
| кубический дюйм в секунду              | in3/s      | ≡ 1 дюйм3/с      | = 1,6387064×10−5 м3/с   |
| кубический метр в секунду (единица СИ) | м3/с; m3/s | ≡ 1 м3/с         | = 1 м3/с                |
| кубический фут в минуту                | CFM        | ≡ 1 фут3/мин     | = 4,719474432×10−4 м3/с |
| кубический фут в секунду               | ft3/s      | ≡ 1 фут3/с       | = 0,028316846592 м3/с   |
| литр в минуту                          | л/мин; LPM | ≡ 1 литр/мин     | = 1,6×10−5 м3/с         |

### Активность радиоактивного источника
| Название единицы                   | Символ | Определение                      | Связь с СИ    |
| ---------------------------------- | ------ | -------------------------------- | ------------- |
| Беккерель (единица измерения) (Си) | Бк; Bq | ≡ Число единиц распада в секунду | = 1 Бк = 1/с  |
| кюри                               | Ки; Ci | ≡ 3,7×1010 Бк                    | = 3,7×1010 Бк |
| резерфорд (И)                      | Рд; rd | ≡ 1 МБк                          | = 106 Бк      |

Хотя и беккерель (Бк), и герц (Гц) определены как обратная единица одной и той же основной единицы СИ (с−1), однако Гц используется только для периодических явлений, тогда как Бк используется только для стохастических процессов, связанных с радиоактивностью.

### Радиация — воздействие
| Название единицы | Символ | Определение           | Связь с СИ        |
| ---------------- | ------ | --------------------- | ----------------- |
| рентген          | Р; R   | 1 Р ≡ 2,58×10−4 Кл/кг | = 2,58×10−4 Кл/кг |

Рентген не является единицей СИ и строго не рекомендуется продолжать его применение .

### Радиация — поглощённая доза
| Название единицы | Символ   | Определение        | Связь с СИ              |
| ---------------- | -------- | ------------------ | ----------------------- |
| грей (СИ)        | Гр; Gy   | ≡ 1 Дж/кг = 1м2/с2 | = 1 Гр                  |
| рад              | рад; rad | ≡ 0,01 Гр          | = 0,01 Гр = 1 сантигрей |

### Радиация — эквивалентная доза
| Название единицы | Символ   | Определение                                                                                    | Связь с СИ                |
| ---------------- | -------- | ---------------------------------------------------------------------------------------------- | ------------------------- |
| бэр              | бэр; rem | Устаревшая внесистемная единица измерения эквивалентной дозы ионизирующего излучения ≡ 0,01 Зв | = 0,01 Зв = 1 сантизиверт |
| зиверт (СИ)      | Зв; Sv   | ≡ 1 Дж/кг                                                                                      | = 1 Зв                    |

Хотя определение сиверта и грея кажутся одинаковыми (то есть относятся к одинаковым величинам), это не так. Эффект получения некоторой дозы радиации (заданной в зивертах) не постоянен и зависит от многих факторов, так что нужна новая единица для обозначения биологического воздействия этой дозы на организм. Связь между поглощённой дозой и эквивалентной дозой представляется формулой
H = Q · D,
где H — эквивалентная доза, D — поглощённая доза, а Q — безразмерный множитель (коэффициент качества). Таким образом, для любой величины D, выраженной в бэрах, числовое значение H, выраженное в зивертах, может отличаться.

### Световой поток
| Название единицы | Символ | Определение | Связь с СИ       |
| ---------------- | ------ | ----------- | ---------------- |
| люмен (СИ)       | лм     | ≡ кд·ср     | = 1 лм = 1 кд·ср |

### Сила
| Название единицы                   | Символ               | Определение | Связь с СИ               |
| ---------------------------------- | -------------------- | --- | ------------------------ |
| атомная единица силы               |                      | ≡ me·α2·c2/a0 | ≈ 8,23872206×10−8 Н      |
| дина (единица СГС)                 | дин; dyn             | ≡ г·см/с2 | = 10−5 Н                 |
| килограмм-сила; сила тяжести-force | кгс; кГ; kgf; kp; Gf | ≡ ɡ0 × 1 кг | = 9,80665 Н              |
| кип                                | kip; kipf; klbf      | ≡ ɡ0 × 1000 фунтов | = 4,4482216152605×103 Н  |
| миллигрейв-сила                    | mGf; gf              | ≡ ɡ0 × 1 г | = 9,80665 мН             |
| ньютон (единица СИ)                | Н; N                 | Исходя из второго закона Ньютона, она определяется как сила, изменяющая за 1 секунду скорость тела массой 1 кг на 1 м/с в направлении действия силы . | = 1 N = 1 кг·м/с2        |
| паундал; фунтал                    | pdl                  | ≡ 1 фунт·фут/с2 | = 0,138254954376Н        |
| стен (единица МТС)                 | сн; sn               | ≡ 1 т·м/с2 | = 103 Н                  |
| тонна-сила английская              | tnf                  | ≡ ɡ0 × 1 американская тонна (масса) | = 9,96401641818352×103 Н |
| тонна-сила короткая (американская) | tnf                  | ≡ ɡ0 × 1 короткая тонна (масса) | = 8,896443230521×103 Н   |
| унция-сила                         | ozf                  | ≡ ɡ0 × 1 унция | = 0,27801385095378125 Н  |
| фунт-сила                          | lbf                  | ≡ ɡ0 × 1 фунт | = 4,4482216152605 Н      |

См. также: Преобразование единиц веса (силы) и массы

### Скорость
| Название единицы            | Символ     | Определение                                                            | Связь с СИ          |
| --------------------------- | ---------- | ---------------------------------------------------------------------- | ------------------- |
| дюйм в минуту               | ipm        | ≡ 1 дюйм/мин                                                           | = 4,23⋅10−4 м/с     |
| дюйм в секунду              | ips        | ≡ 1 дюйм/с                                                             | = 2,54×10−2 м/с     |
| дюйм в час                  | iph        | ≡ 1 дюйм/ч                                                             | = 7,05⋅10−6 м/с     |
| километр в час              | км/ч; km/h | ≡ 1 км/ч                                                               | = 2,7⋅10−1 м/с      |
| метр в секунду (единица СИ) | м/с; m/s   | ≡ 1 м/с                                                                | = 1 м/с             |
| миля в минуту               | mpm        | ≡ 1 миля/мин                                                           | = 26,8224 м/с       |
| миля в секунду              | mps        | ≡ 1 миля/с                                                             | = 1609,344 м/с      |
| миля в час                  | mph        | ≡ 1 миля/ч                                                             | = 0,44704 м/с       |
| скорость звука в воздухе    | s          | от 1225 до 1062 км/ч                                                   | ≈ от 340 до 295 м/с |
| скорость света в вакууме    | с          | ≡ 299792458м/с                                                         | = 299792458м/с      |
| узел                        | уз; kn     | ≡ 1 морская миля/ч = 1,852 км/ч                                        | = 0,514 м/с         |
| узел (английский)           | уз; kn     | ≡ 1 английская морская миля/час = 1,853184 км/ч                        | = 0,514773 м/с      |
| фарлонг за фортнайт         |            | ≡ фарлонг/фортнайт                                                     | ≈ 1,663095×10−4 м/с |
| фут в минуту                | fpm        | ≡ 1 фут/мин                                                            | = 5,08×10−3 м/с     |
| фут в секунду               | fps        | ≡ 1 фут/с                                                              | = 3,048×10−1 м/с    |
| фут в час                   | fph        | ≡ 1 фут/ч                                                              | = 8,46⋅10−5 м/с     |
| число Маха                  | M          | Отношение скорости к скорости звука в среднем (величина безразмерная). | ≈ от 340 до 295 м/с |
| Примечания 1.               |            |                                                                        |                     |

Вектор скорости состоит из величины скорости вместе с направлением.

### Телесный угол
| Название единицы       | Символ                          | Определение | Связь с СИ        |
| ---------------------- | ------------------------------- | --- | ----------------- |
| квадратный градус      | кв. градус; deg2; sq.deg.; (°)2 | ≡ (π⁄180)2 ср | ≈ 0,30462×10−3 ср |
| стерадиан (единица СИ) | ср                              | Телесный угол в 1 стерадиан с вершиной в центре сферы радиусом r вырезает из этой сферы поверхность площадью r2. Сфера содержит 4π ср. | = 1 ср            |

### Температура
| Название единицы             | Символ      | Определение                                            | Связь с СИ                           |
| ---------------------------- | ----------- | ------------------------------------------------------ | ------------------------------------ |
| градус Цельсия               | °C          | [°C] ≡ [K] − 273,15                                    | [K] ≡ [°C] + 273,15                  |
| градус Делиля                | °Д; °D; °De |                                                        | [K] = 373,15 − [°De] × 2⁄3           |
| градус Фаренгейта            | °F          | [°F] ≡ [°C] × 9⁄5 + 32                                 | [K] ≡ ([°F] + 459,67) × 5⁄9          |
| градус Ньютона               | °N          |                                                        | [K] = [°N] × 100⁄33 + 273,15         |
| градус Ранкина               | °R;         | [°R] ≡ [K] × 9⁄5                                       | [K] ≡ [°R] × 5/9                     |
| градус Реомюра               | °Ré         |                                                        | [K] = [°Ré] × 5⁄4 + 273,15           |
| градус Рёмера                | °Rø         |                                                        | [K] = ([°Rø] − 7,5) × 40⁄21 + 273,15 |
| Regulo Gas Mark              | GM;         | [°F] ≡ [GM] × 25 + 300                                 | [K] ≡ [GM] × 125⁄9 + 422,038         |
| кельвин (базовая единица СИ) | K           | ≡ 1⁄273,16 абсолютной температуры тройной точки воды . | ≡ 1 K                                |

### Ускорение
| Название единицы                       | Символ     | Определение                                         | Связь с СИ          |
| -------------------------------------- | ---------- | --------------------------------------------------- | ------------------- |
| гал                                    | Гал; Gal   | Единица измерения ускорения в системе СГС ≡ 1 см/с2 | = 10−2 м/с2         |
| дюйм в минуту в секунду                | ipm/s      | ≡ 1 дюйм/(мин·с)                                    | = 4,23⋅10−4 м/с2    |
| дюйм в секунду в квадрате              | ips2       | ≡ 1 дюйм/с2                                         | = 2,54×10−2 м/с2    |
| метр в секунду в квадрате (единица СИ) | м/с2; m/s2 | ≡ 1 м/с2                                            | = 1 м/с2            |
| миля в минуту в секунду                | mpm/s      | ≡ 1 миля/(мин·с)                                    | = 26,8224 м/с2      |
| миля в секунду в квадрате              | mps2       | ≡ 1 миля/с2                                         | = 1,609344×103 м/с2 |
| миля в час в секунду                   | mph/s      | ≡ 1 миля/(ч·с)                                      | = 4,4704×10−1 м/с2  |
| узел в секунду                         | уз/с; kn/s | ≡ 1 уз/с                                            | ≈ 5,14⋅10−1 м/с2    |
| ускорение свободного падения           | ɡ0         | ≡ 9,80665 м/с2                                      | = 9,80665 м/с2      |
| фут в час в секунду                    | fph/s      | ≡ 1 фут/(ч·с)                                       | = 8,46⋅10−5 м/с2    |
| фут в минуту в секунду                 | fpm/s      | ≡ 1 фут/(мин·с)                                     | = 5,08×10−3 м/с2    |
| фут в секунду в квадрате               | fps2       | ≡ 1 фут/с2                                          | = 3,048×10−1 м/с2   |

### Частота
| Название единицы  | Символ                    | Определение                                                  | Связь с СИ          |
| ----------------- | ------------------------- | ------------------------------------------------------------ | ------------------- |
| герц (единица СИ) | Гц; Hz                    | ≡ Число периодов в секунду                                   | = 1 Гц = 1/с        |
| оборот в минуту   | об/мин, 1/мин, мин−1; rpm | ≡ Число оборотов вокруг фиксированной оси за минуту времени. | ≈ 0,104719755 рад/с |

### Энергия
| Название единицы                                                 | Символ                 | Определение | Связь с СИ                                    |
| ---------------------------------------------------------------- | ---------------------- | --- | --------------------------------------------- |
| британская термическая единица (ISO)                             | БТЕISO; BTUISO         | ≡ 1,0545×103 Дж | = 1,0545×103 Дж                               |
| британская термическая единица (международная)                   | БТЕ; BTUIT             | | = 1,05505585262×103 Дж                        |
| британская термическая единица (средняя)                         | BTUmean                | | ≈ 1,05587×103 Дж                              |
| британская термическая единица (термохимическая)                 | БТЕтх; BTUth           | | ≈ 1,054350×103 Дж                             |
| британская термическая единица (39 °F)                           | BTU39 °F               | | ≈ 1,05967×103 Дж                              |
| британская термическая единица (59 °F)                           | BTU59 °F               | ≡ 1,054804×103 Дж | = 1,054804×103 Дж                             |
| британская термическая единица (60 °F)                           | BTU60 °F               | | ≈ 1,05468×103 Дж                              |
| британская термическая единица (63 °F)                           | BTU63 °F               | | ≈ 1,0546×103 Дж                               |
| галлон-атмосфера (английская)                                    | imp gal atm            | ≡ 1 атм × 1 галлон (англ.) | = 460,63256925 Дж                             |
| галлон-атмосфера (США)                                           | US gal atm             | ≡ 1 атм × 1 галлон (США) | = 383,5568490138 Дж                           |
| джоуль (единица СИ)                                              | Дж; J                  | Джоуль равен работе, совершаемой при перемещении точки приложения силы, равной одному ньютону, на расстояние одного метра в направлении действия силы .                | = 1 Дж = 1 м·Н = 1 кг·м2/с2 = 1 Кл·В = 1 Вт·с |
| калория (международная)                                          | кал; calIT             | ≡ 4,1868 Дж | = 4,1868 Дж                                   |
| калория (средняя)                                                | calmean                | 1⁄100 энергии, требуемой для нагрева одного грамма свободной от воздуха воды от 0 °C до 100 °C @ 1 атм                                                                 | ≈ 4,19002 Дж                                  |
| калория (термохимическая)                                        | калтх; calth           | ≡ 4,184 Дж | = 4,184 Дж                                    |
| калория (США; FDA)                                               | Cal                    | ≡ 1 ккал = 1000 кал | = 4184 Дж                                     |
| калория (3,98 °C)                                                | кал3,98 °C; cal3,98 °C | | ≈ 4,2045 Дж                                   |
| калория (15 °C)                                                  | кал15 °C; cal15 °C     | ≡ 4,1855 Дж | = 4,1855 Дж                                   |
| калория (20 °C)                                                  | кал20 °C; cal20 °C     | | ≈ 4,1819 Дж                                   |
| квад                                                             |                        | ≡ 1015 БТЕIT | = 1,05505585262×1018 Дж                       |
| киловатт-час                                                     | кВт⋅ч; kW·h; B.O.T.U.  | ≡ 1 кВт × 1 ч | = 3,6×106 Дж                                  |
| килокалория                                                      | ккал; kcal; Cal        | ≡ 1000 калIT | = 4,1868×103 Дж                               |
| кубический сантиметр атмосферы; стандартный кубический сантиметр | cc atm; scc            | ≡ 1 атм × 1 см3 | = 0,101325 Дж                                 |
| кубический фут атмосферы; стандартный кубический фут             | cu ft atm; scf         | ≡ 1 атм × 1 фут3 | = 2,8692044809344×103 Дж                      |
| кубический фут натурального газа                                 |                        | ≡ 1000 БТЕIT | = 1,05505585262×106 Дж                        |
| кубический ярд атмосферы; стандартный кубический ярд             | cu yd atm; scy         | ≡ 1 атм × 1 ярд3 | = 77,4685209852288×103 Дж                     |
| литр-атмосфера                                                   | l atm; sl              | ≡ 1 атм × 1 л | = 101,325 Дж                                  |
| лошадиная сила в час                                             | л. с.·ч; hp·h          | ≡ 1 л. с.× 1 ч | = 2,684519537696172792×106 Дж                 |
| ридберг                                                          | Ry                     | ≡ R∞·h·c | ≈ 2,179872×10−18 Дж                           |
| терм (ЕЭС)                                                       |                        | ≡ 100000 БТЕIT | = 105,505585262×106 Дж                        |
| терм (США)                                                       |                        | ≡ 100000 БТЕ59 °F | = 105,4804×106 Дж                             |
| термическая единица Цельсия (международная)                      | CHUIT                  | ≡ 1 БТЕIT × 1 K/°Ra | = 1,899100534716×103 Дж                       |
| термия                                                           | th                     | ≡ 1 МкалIT | = 4,1868×106 Дж                               |
| тонна нефтяного эквивалента                                      | toe                    | ≡ 10 Гкал | = 41,868×109 Дж                               |
| тонна в угольном эквиваленте                                     | TCE                    | ≡ 7 Гкалтх | = 29,288×109 Дж                               |
| тонна тротилового эквивалента                                    | tTNT                   | Мера энерговыделения высокоэнергетических событий, выраженная в количестве тринитротолуола (ТНТ, тротила), выделяющем при взрыве равное количество энергии. ≡ 1 Гкалтх | = 4,184×109 Дж                                |
| фут-паундаль                                                     | ft pdl                 | ≡ 1 фунт·фут2/с2 | = 4,21401100938048×10−2 Дж                    |
| фунт-сила-дюйм                                                   | in lbf                 | ≡ ɡ0 × 1 фунт-сила × 1 дюйм | = 0,1129848290276167 Дж                       |
| фунт-сила-фут                                                    | ft lbf                 | ≡ ɡ0 × 1 фунт × 1 фут | = 1,3558179483314004 Дж                       |
| хартри, атомная система единиц энергии                           | Eh                     | ≡ me·α2·c2 (= 2 Ry) | ≈ 4,359744×10−18 Дж                           |
| эквивалент барреля нефти                                         | boe                    | ≈ 5,8×106 БТЕ59 °F | ≈ 6,12×109 Дж                                 |
| электронвольт                                                    | эВ; eV                 | ≡ е × 1 В | ≈ 1,602176565(35)×10−19 Дж                    |
| эрг (единица СГС)                                                | эрг; erg               | ≡ 1 г·см2/с2 | = 10−7 Дж                                     |

### Электрический дипольный момент
| Название единицы                                  | Символ | Определение         | Связь с СИ              |
| ------------------------------------------------- | ------ | ------------------- | ----------------------- |
| атомная единица электрического дипольного момента | е·a0   |                     | ≈ 8,47835281×10−30 Кл·м |
| дебай                                             | Д; D   | = 10−10 статкулон·Å | = 3,33564095×10−30 Кл·м |
| кулонметр; кулонометр                             | Кл·м   |                     | = 1 Кл · 1 м            |

### Электрический заряд
| Название единицы                                              | Символ             | Определение                                                                                 | Связь с СИ             |
| ------------------------------------------------------------- | ------------------ | ------------------------------------------------------------------------------------------- | ---------------------- |
| абкулон; электромагнитная единица (единица СГС)               | abC; emu           | ≡ 10 Кл                                                                                     | = 10 Кл                |
| атомная единица заряда                                        | au                 | ≡ е                                                                                         | ≈ 1,602176462×10−19 Кл |
| кулон                                                         | Кл; C              | ≡ Кулон — это величина заряда, прошедшего через проводник при силе тока 1 А за время 1 с. . | = 1 Кл = 1 А·с         |
| миллиампер-час                                                | мА·ч; mA·h         | ≡ 0,001 А × 1 ч                                                                             | = 3,6 Кл               |
| франклин; статкулон; электростатическая единица (единица СГС) | Фр; statC; Fr; esu | ≡ 0,1 А·м/с                                                                                 | ≈ 3,335641×10−10 Кл    |
| число Фарадея                                                 | F                  | ≡ 1 моль × NA × e                                                                           | ≈ 96485,3383 Кл        |

### Сила тока
| Название единицы            | Символ         | Определение | Связь с СИ         |
| --------------------------- | -------------- | --- | ------------------ |
| абампер; (единица СГС)      | абампер; abamp | ≡ 10 А | = 10 А             |
| ампер (основная единица СИ) | А; A           | ≡ Ампер есть сила неизменяющегося тока, который при прохождении по двум параллельным прямолинейным проводникам бесконечной длины и ничтожно малой площади кругового поперечного сечения, расположенным в вакууме на расстоянии 1 метр один от другого, вызвал бы на каждом участке проводника длиной 1 метр силу взаимодействия, равную 2⋅10−7 ньютона . | = 1 А = 1 Кл/с     |
| статампер (единица СГС)     | esu/s          | ≡ 0,1 (А·м/с)/c | ≈ 3,335641×10−10 А |

### Электрическое сопротивление
| Название единицы | Символ | Определение | Связь с СИ                       |
| ---------------- | ------ | --- | -------------------------------- |
| ом (единица СИ)  | Ом; Ω  | Ом равен электрическому сопротивлению проводника, между концами которого возникает напряжение 1 вольт при силе постоянного тока 1 ампер . | = 1 Ом = 1 В/А = 1 кг·м2/(А2·с3) |

### Яркость
| Название единицы               | Символ   | Определение                                                                    | Связь с СИ           |
| ------------------------------ | -------- | ------------------------------------------------------------------------------ | -------------------- |
| ламберт                        | Лб       | ≡ (104/π) кд/м2                                                                | ≈ 3183,0988618 кд/м2 |
| нит (устаревшая единица) (СИ); | кд/м2    | ≡ кд/м2                                                                        | = 1 кд/м2            |
| свечей на квадратный фут       | кд/фут2  | ≡ кд/фут2                                                                      | ≈ 10,763910417 кд/м2 |
| свечей на квадратный дюйм      | кд/дюйм2 | ≡ кд/дюйм2                                                                     | ≈ 1550,0031 кд/м2    |
| стильб (СГС)                   | сб       | В настоящее время данная единица практически вышла из употребления ≡ 104 кд/м2 | = 104 кд/м2          |
| фут-ламберт                    | fL       | ≡ (1/π) кд/фут2                                                                | ≈ 3,4262590996 кд/м2 |

## Программные средства
Имеется много средств преобразования единиц. Их можно найти в библиотеках приложений, в калькуляторах и макетах макросов, а также в плагинах для многих других приложений.
Есть много отдельных приложений, позволяющих тысячи различных преобразований единиц. Например, движение свободного программного обеспечения предоставляет утилиту GNU units Архивная копия от 14 июля 2016 на Wayback Machine для систем Linux и Windows, работающую в режиме командной строки.